# Duncrub House

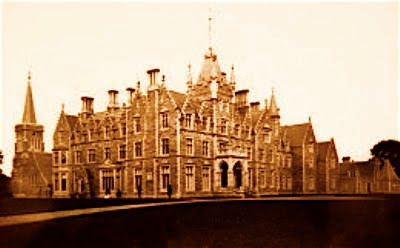
Kolorierte Fotografie von Duncrub House um 1900

Duncrub House war ein Herrenhaus nahe der schottischen Ortschaft Dunning in der Council Area Perth and Kinross. Während Duncrub House zwischenzeitlich abgebrochen wurde, sind noch verschiedene Außengebäude bis heute erhalten, darunter das Taubenhaus und die Kapelle. Beide Bauwerke finden sich in den schottischen Denkmallisten. Sie sind als Kategorie-A- beziehungsweise Kategorie-B-Bauwerke denkmalgeschützt.

## Geschichte
Bereits um 1800 existierte ein Herrenhaus am Standort, das möglicherweise von Robert Burn entworfen wurde. Dieses wurde im Jahre 1836 nach einem Entwurf William Burns umfassend erweitert. Das Herrenhaus wurde um 1870 zum Großteil abgebrochen und durch einen Neubau von Habershon & Pite ersetzt. Im Jahre 1950 wurde Duncrub House schließlich vollständig abgebrochen.

## Taubenhaus
Das Taubenhaus von Duncrub House steht rund 500 m nordöstlich des ehemaligen Herrenhauses. Anhand zweier Inschriften kann sein Baujahr auf 1725 bestimmt werden. Das Mauerwerk des länglichen Gebäudes besteht aus Bruchstein mit Natursteindetails. Es schließt mit einem geschwungenen Dach mit abschließender Wetterfahne. Eine rechteckige Türe führt ins Turminnere. Dort sind steinerne Nistkästen gereiht.

## Kapelle
Die Kapelle von Duncrub House befindet sich rund 80 m nordöstlich des ehemaligen Standorts des Herrenhauses. Sie wurde nach einem Entwurf des englischen Architekten Matthew Habershon im Jahre 1858 erbaut. Das neogotische Bauwerk ist im Stile der frühen britischen Gotik ausgestaltet. Sein Mauerwerk besteht aus bossierten Steinquadern mit Natursteindetails. Die Apsis befindet sich an der Ostseite. Der an der Nordwestseite befindliche Glockenturm schließt mit einem schiefergedeckten, spitzen Helm. Das Portal an der westlichen Giebelseite ist neueren Datums.